# Victor Amédée d'Anhalt-Bernbourg-Schaumbourg-Hoym
Victor-Amédée d'Anhalt-Bernbourg-Schaumbourg-Hoym (21 mai 1744 à Schaumbourg – 2 mai 1790), est un prince allemand de la Maison d'Ascanie de la branche d'Anhalt-Bernbourg et de la sous-branche d'Anhalt-Bernbourg-Schaumbourg-Hoym et un général russe au service de l'Impératrice Catherine II.
Il est le sixième (mais cinquième survivant), fils de Victor Ier d'Anhalt-Bernburg-Schaumburg-Hoym, et le troisième-né de sa seconde épouse, la comtesse de Hedwige-Sophie Henckel de Donnersmarck.

## Biographie
Étant le plus jeune des fils du Prince Victor Ier, Victor-Amédée a peu de chances d'hériter des terres de la famille. Il choisit donc de suivre une carrière militaire et entre dans l'armée russe, en 1772.
Le 10 juillet 1775, Victor-Amédée est nommé Major-général et quatre mois plus tard, le 26 novembre, il est décoré de l'Ordre de Saint-Georges de Classe IV pour ses services. Le 28 juin 1782, il est nommé Lieutenant-général.
Depuis le début de la campagne contre la Turquie du prince Potemkine, en 1788, Victor-Amédée entre dans son armée et se distingue à la Bataille d'Otchakov, où il est commandant des deux premières colonnes lors de l'assaut sur les murs de la forteresse; pour cela, il reçoit le 16 décembre 1788 l'Ordre de Saint-George II.
L'année suivante, Victor-Amédée prend une part active dans la capture des villes de Căușeni, Akkerman et Bender, et est récompensé avec les Ordres de Saint-Alexandre Nevski et de Saint André.
En 1790, le Prince rejoint l'armée du comte Ivan Saltykov en Finlande, le théâtre de la Guerre russo-suédoise de 1788-1790. C'est sa dernière action militaire: au début des hostilités, Victor-Amédée envoie un détachement contre l'ennemi, Pardakoski et Kernikoski et, le 18 avril, tandis que les troupes attaquent les suédois, il est mortellement blessé à la jambe droite, et est forcé de quitter le champ de bataille, mourant quelques jours plus tard.
Le nom du prince d'Anhalt-Bernbourg-Schaumbourg-Hoym est étroitement lié au célèbre général Michel Barclay de Tolly, qui commence le service actif sous son commandement direct. Victor-Amédée est le premier qui a attiré l'attention sur les talents militaires de Barclay; quand le Prince est en train de mourir, il donne à Barclay de son épée.

## Mariage et descendance
A Schaumbourg le 21 avril 1778 Victor-Amédée épouse Madeleine-Sophie (Braunfels, 4 juin 1742 - Hombourg, 21 janvier 1819), fille de Frédéric-Guillaume de Solms-Braunfels,,. Ils ont eu un fils:
1. Victor-Amédée (Homburg vor der Höhe, 19 juin 1779 - Homburg vor der Höhe, 4 mars 1783).